# Crassula basaltica
Crassula basaltica är en fetbladsväxtart som beskrevs av S. Brullo och G. Siracusa. Crassula basaltica ingår i släktet krassulor, och familjen fetbladsväxter. Inga underarter finns listade i Catalogue of Life.